# Kaštel Sućurac
Kaštel Sućurac (latinsky Castrum Suciuraz nebo Castrum Sancti Georgii, italsky Castel San Giorgio) je jedno ze 7 měst (druhé co do počtu obyvatel) a sídlo administrativní správy souměstí Kaštela ve Splitsko-dalmatské župě v chorvatské Dalmácii.  Patronem města na pobřeží Kaštelského zálivu je svatý Jiří (sveti Jure).
Obec se nachází v blízkosti města Splitu.

## Soměstí Kaštela

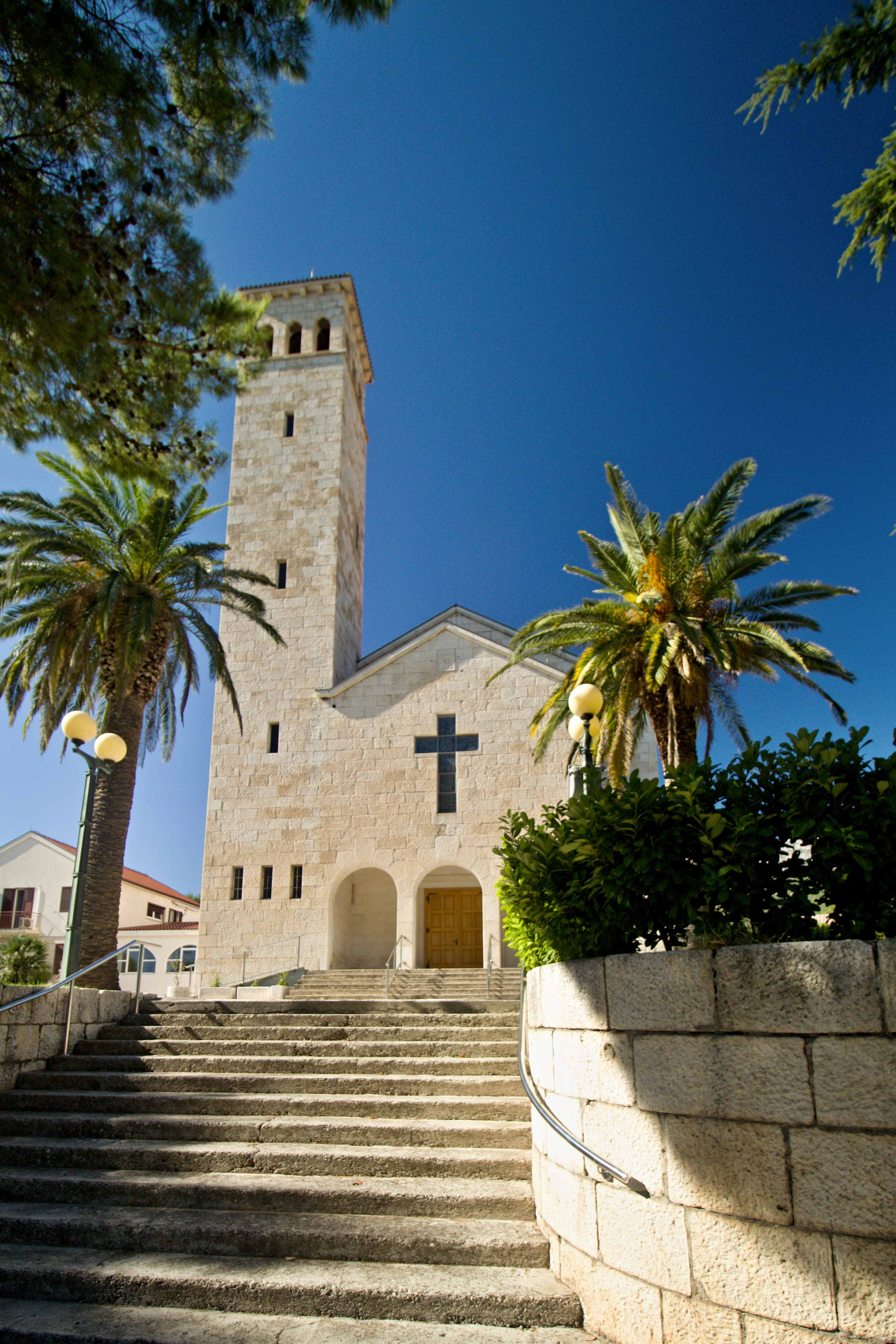
Kostel svatého Jiří

V konurbaci 7 měst pod souhrnným názvem Kaštela žije více než 40 000 obyvatel a je tak druhým největším městem ve Splitsko-dalmatské župě. Souměstí se vyvinulo kolem původních 7 osad nebo hradů (kaštelů). Rozkládá se na pobřeží Kaštelského zálivu v délce 17 kilometrů od města Trogir na západě po Split na východní straně zálivu.
Kaštel Sućurac je první ze 7 kastelů od východu. Dále jsou to směrem na západ:
- Kaštel Gomilica
- Kaštel Kambelovac
- Kaštel Lukšić
- Kaštel Stari
- Kaštel Novi
- Kaštel Štafilić

## Dějiny města

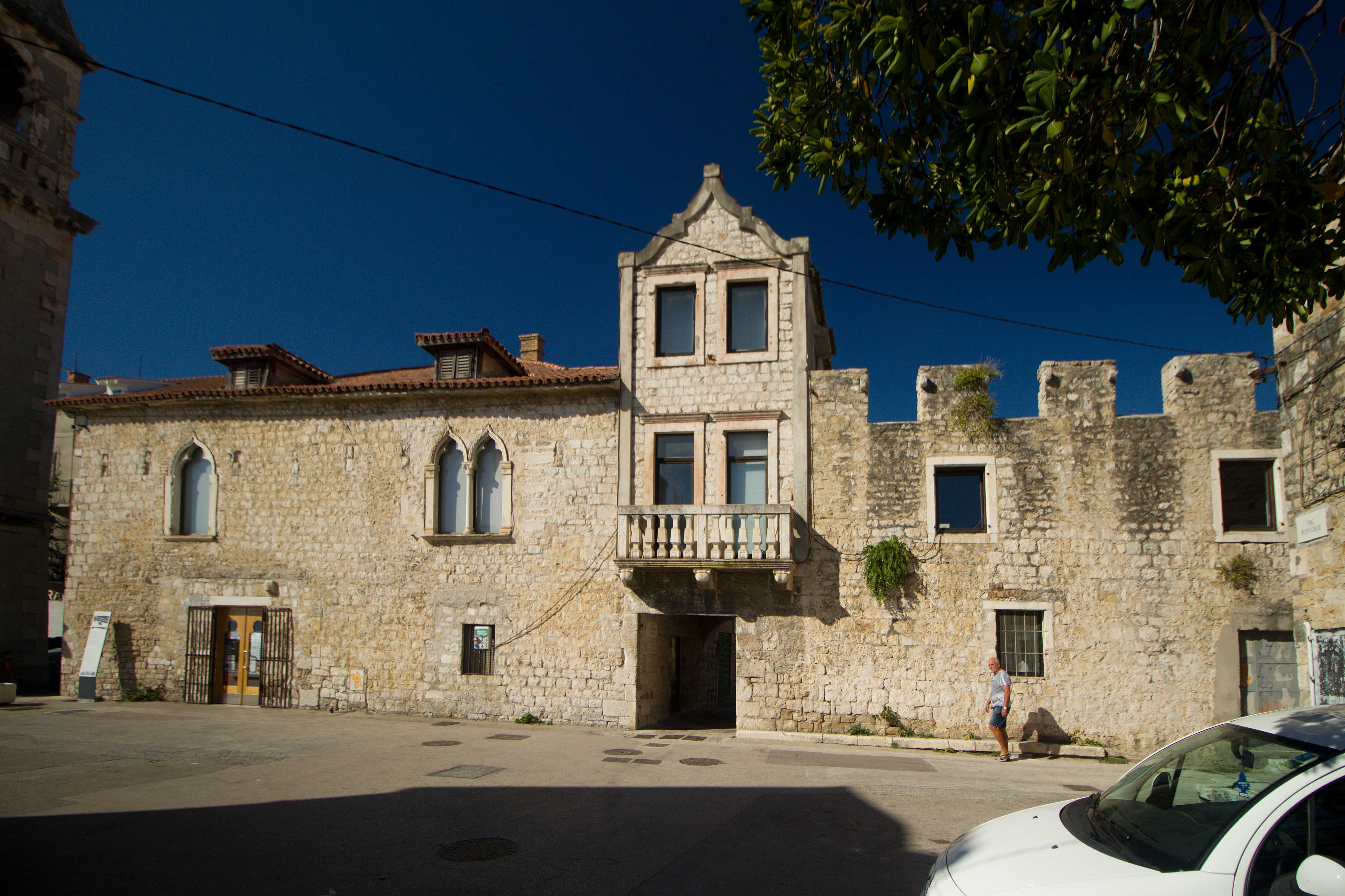
Biskupský palác z 15. století.

Nejstarší obranná pevnost v Kaštel Sućuraci byla postavena v roce 1392 splitským arcibiskupem A. Gvaldem. Jejím účelem bylo chránit rolníky a ostatní obyvatele z osady Putalj, která se nacházela na svazích Kozjaku, poblíž malého kostela sv. Jiří. Další budova tvořila osadu u moře.
V roce 1488 si arcibiskup Bartol II. Averoldo nechal postavit letní rezidenci a svou konečnou podobu hrad dostal v roce 1509. Nejstarší středovou částí Sućuracu je kaštilac, dvůr opevněné vily palácového typu s otevřenou jižní stěnou s bohatě zdobenými okny ve vrcholně gotickém stylu. Na rozdíl od jiných vesnic je zde náměstí tvořeno na jižní straně rezidence.
V současné době zde sídlí městské muzeum s expozice archeologických artefaktů Putalje s názvem „Podvorje“ – Dvůr.
V roce 1875 se zde narodil římskokatolický duchovní, spisovatel a vlastenec Ante Alfirević SJ.
5. a 6. prosince roku 1943 byl Kaštel Sućurac bombardován spojeneckými letadly, což mělo za následek smrt 67 místních obyvatel, včetně zdejšího kněze.    13. prosince bylo zabito dalších 38. Při útoku byl zničen farní kostel ze 16. století, z nějž zůstala stát pouze zvonice.
Za socialistické éry Jugoslávie byly oběti bombardování prohlášeny za oběti fašismu, který trval až do demokratických změn v Chorvatsku v roce 1990 a v roce 2007 byl ve městě odhalen obětem pomník. Na věži u arcibiskupského paláce je na kamenné desce seznam obětí.
V roce 2018 byl slavnostně zahájen provoz kláštera milosrdných sester služebnic určený pro péči o seniory.

## Význačné osobnosti města
- Ante Alfirević SJ, jezuita, katolický duchovní, kulturní činitel, filosof a teolog, katolický novinář a vydavatel, právník, vedoucí Chorvatského katolického hnutí v Dalmácii

- Mirko Parčina, chorvatský judista, trenér a jeden z průkopníků juda v Chorvatsku, významný organizátor kaštelského sportovního života, sportovní funkcionář, malíř, sochař a tvůrce užitého umění

- fra Bernardin Sokol, františkán, skladatel církevní a světské hudby, hudebník a hudební publicista, teolog a mučedník

### Související články

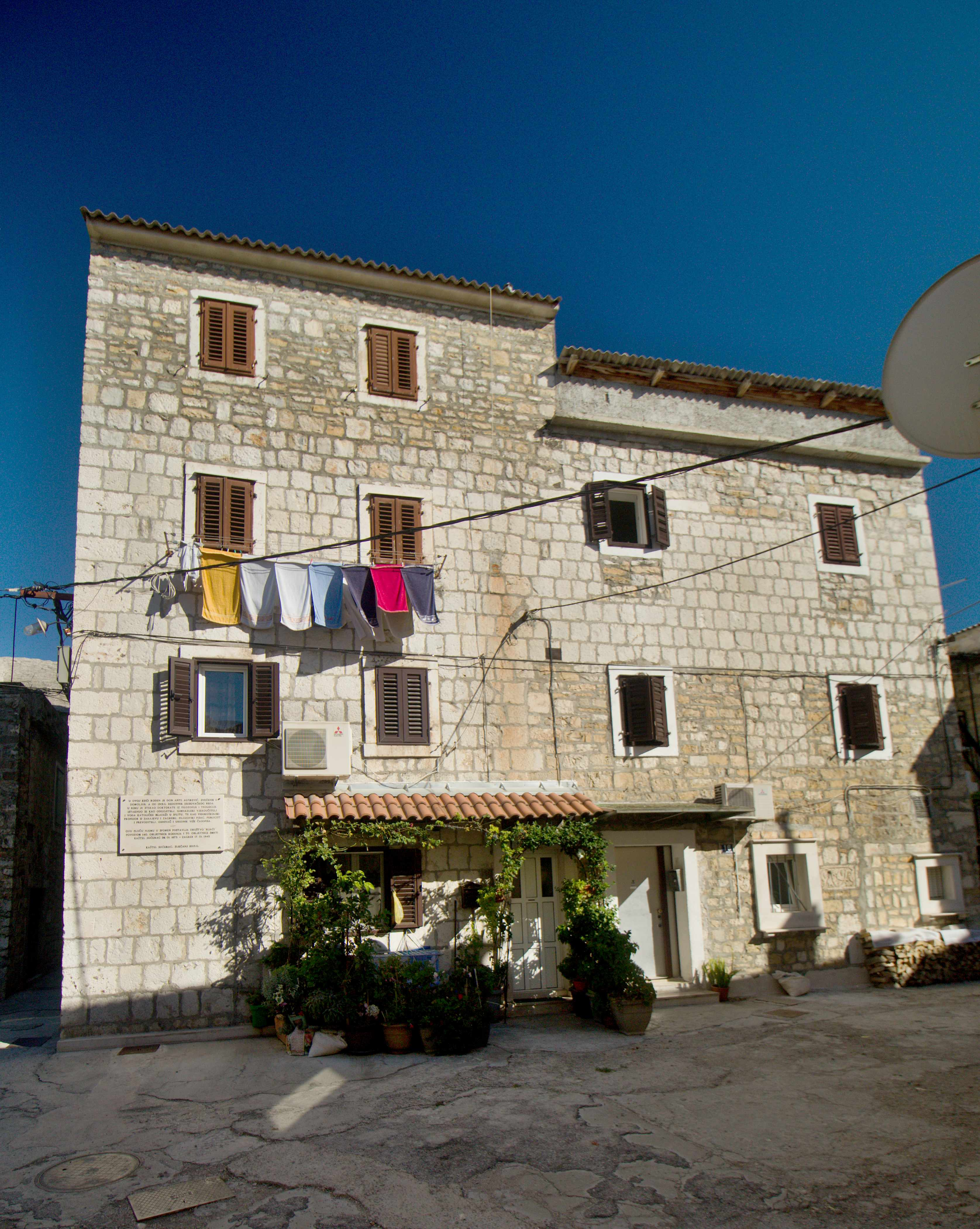
Rodný dům Ante Alfireviće